# ポール・ソロモン
ポール・ソロモン（Paul Solomon, 1939年7月7日 - 1994年3月4日）は、精神世界に関する思想家、教育者、宗教家、福祉活動家、予言者、チャネラー。エマヌエル・スヴェーデンボリ、アンドリュー・ジャクソン・デイヴィス、エドガー・ケイシーなどの神秘思想に同意しており、"The Source"と呼ぶ存在にチャネリングし、アトランティス以前の世界、健康、宗教、性欲、地球の未来などについて語った。

## 略歴
アメリカ合衆国アーカンソー州ロジャースでバプテストの聖職者の父のもとに生まれ、幼少の頃からオーラを透視したり、学生時代には教科書に手を触れるだけで内容を理解できるリーディング能力といった霊能力を有したとされる。両親は彼の超常現象を悪魔に関係する悪いものだと感じ、彼は罪悪感から自殺を試みた。回復した後の祈りの際に宗教的なヴィジョンを見て、これにより南部バプテスト教会で最も若い聖職者になる。高校卒業後に陸軍に従軍し、1959年に結婚し一女をもうける。退役後にバプテスト神学校に入学し、のち離婚。離婚のため聖職者として働くことができず、様々な仕事をし、シェアメイトが家を出た後鬱病になり、その軽減のためにアマチュア催眠術師に催眠を受け、催眠中に受け答えした者がソロモンとは別の存在、ソロモンより強力な何かであったことを示唆され、バプテストから秘教的思想に傾倒し、非キリスト教的思想に言及するようになる。彼は"The Source"と呼ぶものと接触し、アカシックレコードやアトランティス大陸、転生について語るようになり、多数の著作を出版。霊的な指導と援助に力を注ぐようになる。1972年に霊性に注目した宗教間対話の教会 the Fellowship of the Inner Light を設立した。CIAは、KGBの情報を得たいと考え彼の能力に注目した。また、スピリチュアルな感覚を調整するための"Inner Light Consciousness"（内なる光の意識）というテクニックを開発し、指導した。
度々来日し、幾つかのテレビ番組に出演し、講演会も行った。
1984年に深刻な膵臓の病気にかかり、3回心肺停止に陥り、体外離脱して天使を見、"The Source"とさらに深く接触したという。体の状態は衰えていったが、彼はある日回復を宣言し、人生最後の4年を人道的な活動に注力し、1993年、タイの奴隷状態にある子供達を助けるための取り組みによりノーベル平和賞にノミネートされた。
タイで奴隷状態にあった子供を救出しようとして重傷を負い、帰国後にその傷が元で54歳でバージニアビーチの自宅にて死去した。 